# José Botafogo Gonçalves
José Botafogo Gonçalves GCIH • GOMM (Belo Horizonte, 11 de janeiro de 1935 — Rio de Janeiro, 8 de novembro de 2024) foi um professor, advogado e diplomata brasileiro. Foi ministro da Indústria e subsecretário-geral de Assuntos de Integração do Ministério das Relações Exteriores durante o governo Fernando Henrique Cardoso.

## Biografia

### Ministério das Relações Exteriores
Em 1990, compôs a delegação brasileira no Painel Intergovernamental sobre Mudanças Climáticas em Washington, D.C., junto com o futuro ministro Marcílio Marques Moreira.
Em abril de 1995, foi nomeado pelo presidente Fernando Henrique Cardoso subsecretário-geral de Assuntos de Integração, Econômicos e de Comércio Exterior do Ministério das Relações Exteriores, à época comandado pelo ministro Luiz Felipe Lampreia. Em junho, compôs a delegação brasileira na I Reunião de Ministros Responsáveis por Comércio e na I Reunião do Conselho Empresarial Brasil-Estados Unidos, ambos em Denver, e, em dezembro, acompanhou o presidente na IX Reunião Ordinária do Conselho do Mercado Comum no Uruguai.
Em março de 1996, foi admitido por FHC à Ordem do Mérito Militar no grau de Grande-Oficial especial. Em junho, novamente acompanhou o presidente na X Reunião Ordinária do Conselho do Mercado Comum na Argentina. Em novembro, acompanhou o presidente em sua visita à cúpula do Grupo dos 15 no Zimbábue.
Em março de 1997, pela primeira vez, chefiou a delegação brasileira na II Reunião do Conselho Consultivo Conjunto sobre Economia e Comércio Brasil-Canadá naquele país. Em maio, compôs a delegação brasileira na III Reunião de Ministros Responsáveis por Comércio do Hemisfério em Belo Horizonte. No mês seguinte, acompanhou o presidente em sua visita à XII Reunião Ordinária do Conselho do Mercado Comum no Paraguai. Em julho, chefiou a delegação brasileira na I Reunião de Vice-Ministros Responsáveis por Comércio do Hemisfério na Costa Rica. Em dezembro, acompanhou o presidente em sua visita à XIII Reunião Ordinária do Conselho do Mercado Comum no Uruguai. No mesmo mês, foi admitido já ao grau de Grã-Cruz na Ordem do Infante D. Henrique, de Portugal.
Em fevereiro de 1998, chefiou a delegação brasileira na III Reunião de Vice-Ministros Responsáveis por Comércio do Hemisfério na Costa Rica, e, no mês seguinte, chefiou a delegação na IV Reunião de Vice-Ministros e compôs a delegação na III Reunião de Ministros, ambas realizada no mesmo país.

### Ministério da Indústria
Em março de 1998, Botafogo foi nomeado ministro da Indústria, do Comércio e do Turismo por Fernando Henrique Cardoso, sucedendo o ministro Francisco Dornelles.

## Morte
Botafogo morreu no dia 8 de novembro de 2024, aos 89 anos, em sua casa no Rio de Janeiro, vítima de Insuficiência respiratória.